# Луций Юлий Юл (военный трибун 401 года до н. э.)
Луций Юлий Юл (лат. Lucius Iulius Iulus; V—IV века до н. э.) — римский политический деятель из патрицианского рода Юлиев, военный трибун с консульской властью 401 и 397 годов до н. э.
Луций Юлий был сыном консула 430 года до н. э. того же имени. В 401 году он был одним из шести военных трибунов с консульской властью, но источники ничего не рассказывают о его деятельности на этом посту. Во время второго трибуната, когда жители Тарквиний совершили набег на земли Рима, Луций Юлий и его коллега Авл Постумий собрали отряд из добровольцев, разбили врага и вернули награбленное владельцам.